# دهستان شروینه
دهستان شروینه مرکز بخش کلاشی شهرستان جوانرود استان کرمانشاه ایران است. فاصله آن تا شهر جوانرود ۱۷ کیلومتر است. شروینه به عنوان مرکز دهستان شروینه و مرکز بخش کلاشی در سال ۱۳۹۶ به شهر ارتقاء یافت.
شروینه طبیعتی زیبا و دلنشین دارد و یکی از مناطق نمونه گردشگری می‌باشد. 
مردم شروینه و بخش کلاش به یکی از گویش‌های زبان کردی به نام سورانی سخن می‌گویند.

## ریشه‌شناسی
وجه تسمیه شروینه به دو مورد زیر بر می‌گردد:
1. شروینه از کلمه شیر+وینه آمده‌است یعنی شیرمانند
2. شروینه از شار+وینه آمده‌است یعنی شهر مانند؛ وینه در زبان کردی به معنی هثل، همانند و شبیه می‌باشد.

از مناطق معروف و دیدنی شروینه می‌توان به منطقه گردشگری بالاخانی، باغ ویشه، باغ هنجیره، باغ چاوگ، باغ شروینه، کانی فقیه، کانی کالوز، هسیربالاخانی، تله‌که اشاره کرد.